# Olsen Brothers
Olsen Brothers (dansko Brødrene Olsen) je danski glasbeni duet, ki ga sestavljata brata Jørgen Olsen in Noller (Niels) Olsen.
Svojo glasbeno pot sta brata začela leta 1965, ko sta ustanovila skupino The Kids. Prve odrske nastope sta doživela kot predskupina The Kinksov na njihovem koncertu v Kopenhagnu. Leta 1967 je skupina The Kids izdala prvi singel.
Oba brata sta bila marca 1971 člana ansambla muzikla Hair, s katerim sta kasneje gostovala po Danski, Švedski in Norveški. Prvi od skupno 12 albumov skupine Olsen Brothers je izšel leta 1972.
Leta 2000 sta se vrnila na glasbeno prizorišče kot danska predstavnika na Pesmi Evrovizije v Stockholmu. Njuna pesem »Fly on the wings of love« (dansko »Smuk som et Stjerneskud«) je na izboru zasedla prvo mesto ter postala uspešnica po vsej Evropi. Od leta 1978 sta se že večkrat udeležila danskega nacionalnega izbora za Pesem Evrovizije, nekajkrat pa se ga je udeležil tudi Jørgen Olsen kot solist, nazadnje leta 2007.

## Glasbene uspešnice
- »Angelina« (1972)
- »Julie« (1977)
- »San Francisco« (1978)
- »Dans Dans Dans« (1979)
- »Marie, Marie« (1982)
- »Neon Madonna« (1985)
- »Fly on the wings of love« (2000)